# Désinfluence
 (juillet 2023).
La désinfluence, en anglais deinfluencing, est une tendance apparue dans les années 2020 en réaction à la forte croissance des influenceurs sur les médias sociaux. Elle se caractérise par un refus du consumérisme, soit en encourageant le public à ne plus acheter, soit en mettant à l'honneur des formes de consommation moins dispendieuses.
Souvent analysée plutôt comme une branche divergente de l'influence web plutôt que comme un nouveau courant, la désinfluence est également critiquée, soit comme tentative de greenwashing, soit comme facette structurellement peu changée de l'influence.

## Historique
À la fin des années 2010 se développe sur Internet, et plus particulièrement sur le réseau social TikTok, un fort marketing par médias sociaux, porté par des influenceurs, dont la plus grande partie sont des influenceuses. Ces vidéos, dans leur immense majorité, correspondent à un placement de produit, ce qui fait d'elles de la publicité non déclarée. Ainsi, en 2020, plus d'un quart de la population effectue un achat sur recommandation d'un influenceur, part qui monte à 44 % chez la génération Z. Le marché mondial du marketing de l'influence est estimé à 16 milliards de dollars en 2022, la relation parasociale consistant un très fort vecteur psychologique de consommation.
En réaction aux excès de cette tendance, la désinfluence émerge au début des années 2020. À ses débuts, elle correspond à une critique de certains achats dispendieux de produits à la mode dont l'utilité s'avère bien moindre qu'espéré. La désinfluence est très souvent portée par des gens déçus personnellement par les conséquences de l'influence web et ayant dépensé des sommes importantes pour des produits de leur apportant pas la satisfaction attendue. Elle constitue une marque de défiance vis-à-vis de la personne ayant promu des produits ; soit parce qu'elle l'a fait avec des intentions déguisées, créant chez ses anciens soutiens un sentiment de trahison, soit parce que ses activités d'influenceur lui ont permis d'accéder à un niveau de vie déconnecté de celui de son public.
Les critiques portées par les désinfluenceurs vis-à-vis de l'influence sur les réseaux sociaux portent d'une part sur le caractère de publicité déguisée qu'elle est en réalité, et d'autre part sur les sommes parfois énormes que la tendance pousse à dépenser, souvent sans discernement. Par ailleurs, le manque de professionnalisme de certains influenceurs, voire leur collusion cachée avec certaines marques, les pousse à recommander certains produits sans même les tester, ou à sciemment faire la promotion de produits déficients.
La désinfluence se veut une manière réactive de responsabiliser les spectateurs et donc consommateurs, notamment en pointant du doigt les externalités négatives de la surconsommation, en matière notamment d'impact économique et environnemental. Elle est surtout présente dans les secteurs liés à la mode et les cosmétiques.
La tendance devient fortement suivie au printemps 2023 ; toutefois, certains observateurs font remarquer qu'elle reste très minoritaire face aux recherches liées à l'influence « classique ».

### Critiques
Certains observateurs relèvent que nombre de vidéos se réclamant de la désinfluence correspondent en réalité à un simple bon sens, et que les désinfluenceurs sont souvent tout aussi directifs que les influenceurs, ne permettant pas à leurs spectateurs de faire un choix éclairé. Certains influenceurs affirment en réaction qu'ils n'ont jamais imposé à leur public l'achat des produits qu'ils vantent, qu'ils font appel au libre-arbitre de celui-ci et à un contrôle parental pour ceux de leurs spectateurs qui sont mineurs.
Par ailleurs, la désinfluence étant une tendance se voulant opposée à une autre, elle se manifeste souvent par une opposition frontale comportant un vocabulaire parfois grossier.
Une autre critique adressée à la désinfluence est qu'elle risque d'être, sous couvert de critique du mode consumériste, un mode de placement d'autres produits, et donc finalement une forme concurrente d'influence plutôt qu'une réelle alternative, voire tout simplement de faire partie du système et s'apparentant donc à un greenwashing des pratiques d'influences,,. Certaines analyses pointent le fait que la désinfluence ne s'inscrit pas toujours dans une logique de réduction de la consommation, mais dans une forme différente de consommation prenant comme argument des tendances porteuses, comme l'inflation, la durabilité et l'écologie.